# ورزشگاه آتلون تاون
ورزشگاه آتلون تاون (به لاتین: Athlone Town Stadium) یک ورزشگاه فوتبال در جمهوری ایرلند است که در آثلونه واقع شده‌است.